# Aurospio dibranchiata
Aurospio dibranchiata är en ringmaskart som beskrevs av Maciolek 1981. Aurospio dibranchiata ingår i släktet Aurospio och familjen Spionidae. Arten har ej påträffats i Sverige. Inga underarter finns listade i Catalogue of Life.